# Gewerbeverein
Ein Gewerbeverein ist ein Verein, der sich zum Ziel gesetzt hat, wirtschaftliche und politische Interessen seiner Mitglieder zu fördern.
Wesentlicher Unterschied zu Innungen ist, dass Gewerbevereine meistens geographisch organisiert sind und Mitglieder aus unterschiedlichen Branchen haben.
Meistens führen Gewerbevereine den Namen einer Ortschaft oder Regio  im Namen. Oft sind solche Vereine als „eingetragener Verein“ (e. V.) konstituiert, nicht selten findet sich die Bezeichnung „Handels- und Gewerbeverein“. Der Schwerpunkt der Aktivitäten liegt neben gemeinschaftlichen Werbeaktionen und lokalem Lobbying oft auch im informellen Austausch zwischen den Mitgliedern.

## Geschichte
Viele Gewerbevereine sind als Folge der Politisierung der bürgerlichen Mittelschicht des späten 19. Jahrhunderts entstanden. Weiterer Beweggrund war die Angst, zwischen Industrie und Großkapital auf der einen Seite und der Arbeiterbewegung auf der anderen Seite zerrieben zu werden.
Als ältester Gewerbeverein gilt der 1722 gegründete „Handwerker- und Gewerbeverein“ in Erbach/Donaurieden.
Gemeinsame Dachorganisation der deutschen Gewerbevereine ist der 1891 gegründete „Bundesverband der Selbständigen / Deutscher Gewerbeverband“.

## Verschiedene Gewerbevereine
Der 1819 von Friedrich List mitbegründete „Allgemeiner Deutscher Handels- und Gewerbeverein“ verfolgte die Abschaffung der innerdeutschen Zollgrenzen und die Einführung einheitlicher Maße und Gewichte.
Der 1839 gegründete Österreichische Gewerbeverein war an der Weltausstellung 1873, der Gründung der Urania in Wien und des Technischen Museums Wien maßgeblich beteiligt.